# Häxprocessen i Boteå
Häxprocessen i Boteå ägde rum i Boteå socken under det stora oväsendet i Ångermanland mellan 1674 och 1675. 
Häxprocessen i Boteå var den andra häxprocessen i Ångermanland under det stora oväsendet. 
Det stora oväsendet spred sig till Ångermanland från Hälsingland under år 1674. Ångermanland plågades vid denna tid av missväxt och svält. I mars 1674 utsågs en trolldomskommission. Den delades i två i december 1674: den norra under Jöns Wallvik och den södra under Johan Axehielm.
Trolldomskommissionen kom till Boteå efter att ha besökt Sollefteå. 
Den resulterade i att åtminstone åttiotvå personer ställdes inför rätta för trolldom under tre separata rannsakningar, av vilka åtminstone tre personer avrättades. 
Avrättningen ägde rum genom halshuggning följt av bränning på bål.